# Desmond Quincy-Jones
Desmond Quincy-Jones est un joueur français de basket-ball né à Courbevoie le 5 juillet 1985. Il évolue au poste d'ailier fort et d'ailier.

## Parcours universitaire
- 2003 - 2008 :  Setters de Pace University NCAA II

## Clubs successifs
- 2008 - 2009 :  Saint-Étienne Basket (Pro B)
- 2009 - 2010 :  Saint-Étienne Basket (NM1)
- 2010 - 2011 :  ASC Denain-Voltaire PH (NM1)
- 2011 - 2012 :  Sorgues BC (NM1)
- 2012 - 2013 :  Saint-Quentin BB (Pro B)
- 2013 - 2014 :  Aix-Maurienne SB (Pro B)
- 2014 - 2015 :  ALM Évreux (Pro B)
- 2015 - 2016 :  Aurore de Vitré (NM1)
- 2016 - 2017 :  Aurore de Vitré (NM1)
- 2017 - 2019 :  Saint-Quentin BB (NM1)
- 2019 - 2020 :  Saint-Vallier Basket Drôme (NM1)
- 2020 - 2022 :  Stade Rochelais Basket (NM1)